# Pascual Pery
Pascual Pery Junquera (Ferrol, La Coruña, 17 de octubre de 1911 - Madrid, 20 de junio de 1989) fue un militar español, ministro de Marina durante un breve período en 1977, el último antes de la unificación de los tres departamentos ministeriales militares que tuvo lugar tras la celebración de las elecciones generales de junio de ese año.
Ingresó en la Escuela Naval en 1927, participando en el bando franquista durante la Guerra Civil destinado en el crucero Canarias. Después ocupó diversos destinos al mando de buques de la Armada Española y fue profesor de artillería en la Academia.
Como militar, tras alcanzar el grado de almirante, ocupó el destino de comandante general de la zona marítima de Canarias. Tras jubilarse, pasó a ocupar un puesto en el consejo de administración de la Compañía Trasatlántica Española. En Cádiz y en San Fernando (Cádiz) tiene respectivamente un paseo y una avenida con su nombre, ya que al mando de un grupo de marineros evitó que se produjera una segunda explosión de minas, con posterioridad a la explosión de Cádiz de agosto de 1947.

El gobierno de Adolfo Suárez tuvo que recurrir a él, ya que ningún almirante en activo aceptó sustituir al almirante Gabriel Pita da Veiga como ministro de Marina, tras su dimisión provocada por la legalización del Partido Comunista de España en la Semana Santa de 1977. Tras las elecciones, el ministerio fue disuelto e integrado en el de Defensa, siendo pues su último titular.
| Predecesor: Gabriel Pita da Veiga | Ministro de Marina 1977 | Sucesor: Manuel Gutiérrez Mellado Integrado en el Ministerio de Defensa de España |